# Classe Nagapasa
La classe Nagapasa est une variante améliorée de la classe Chang Bogo, également connue sous le nom de Chang Bogo amélioré. Les navires ont été construits par le groupe sud-coréen Daewoo Shipbuilding & Marine Engineering (DMSE) et l’indonésien PT PAL Indonesia. En 2021, six navires étaient planifiés, divisés en deux lots. Le lot 1 se compose de trois navires et tous sont déjà mis en service. Le lot 2 se compose également de trois navires qui en étaient au début de leur développement quand la commande a été annulée en février 2022,.

## Développement
En décembre 2011, DSME a remporté un contrat pour la construction de trois sous-marins de classe Chang Bogo de 1 400 tonnes pour l’Indonésie au coût de 1,07 milliard de dollars. La construction des sous-marins a commencé en janvier 2012 pour une livraison en 2015 et 2016, et pour une mise en service au premier semestre 2018. Ils sont équipés de torpilles et de missiles guidés,. Les sous-marins ont été décrits comme étant le modèle original de la Corée, plus grand et plus avancé que le Type 209/1300 remis à neuf de l’Indonésie. Initialement, les sous-marins proposés devaient être des sous-marins en service de la marine de la République de Corée. La vente se fera sans l’implication d’entreprises allemandes. La Corée du Sud était le seul pays en dehors de l’Allemagne à proposer indépendamment le sous-marin de type 209 à la vente. L’Indonésie s’est également vu proposer deux sous-marins de type 209 construits sous licence par un groupe de sociétés turques (SSM - Sous-secrétariat aux industries de défense) et allemandes (HDW / ThyssenKrupp), un accord estimé à 1 milliard de dollars. SSM offrait également la location de sous-marins de type 209 jusqu’à ce que de nouveaux sous-marins puissent être achevés. L’offre a depuis été remplacée par le contrat de sous-marin DSME. Au début de 2012, la société de défense coréenne LIG Nex1 a présenté sa dernière suite de capteurs sous-marins développés localement, de systèmes de combat sous-marins et de torpilles lourdes et de torpilles à guidage filaire en Indonésie pour une utilisation potentielle par les forces sous-marines de la marine indonésienne. Ces sous-marins sont équipés de sonars Wartsila ELAC LOPAS et de réseaux de sonars de flanc, du système Pegaso RESM d’Indra et d’un radar à faible probabilité d’interception Aries, des systèmes intégrés de gestion de plate-forme MAPPS de L3 et des systèmes de navigation inertielle Sigma 40XP de Safran.
En 2019, la Corée du Sud a signé un autre contrat d’une valeur de 1,02 milliard de dollars américains pour vendre trois sous-marins de 1 400 tonnes à l’Indonésie et serait soutenu par un accord de prêt. Cependant, le gouvernement indonésien reconsidérait le contrat en avril 2020.

## Historique opérationnel
Le KRI Nagapasa (403) a été commandé par le ministre de la Défense indonésien Ryamizard Ryacudu en Corée du Sud le 2 août 2017. Ensuite, le sous-marin a navigué vers Surabaya, où il a été reçu par le chef d’état-major de la marine Ade Supandi le 28 août 2017. Son nom est basé sur le Nagapasha, une arme mythique du Ramayana. Le Nagapasa a ensuite été affecté au Commandement de l’Est de la marine indonésienne (Koarmatim).
Le KRI Ardadedali (404) a été livré et mis en service lors d’une cérémonie au chantier naval de DSME à Okpo, Geoje, le 25 avril 2018, avant de se rendre à sa base de Surabaya. Il était attaché au 2nd Fleet Command de la marine indonésienne, basé à Surabaya. Son nom Ardadedali est basé sur une flèche en possession d’Arjuna dans l’épopée du Mahabharata.
Le KRI Alugoro (405) a été livré à la marine le 17 mars 2021 et mis en service lors d’une cérémonie à la base navale de Ranai, sur l’île de Natuna, le 6 avril 2021. Il est affecté au 2nd Fleet Command de la Marine. Son nom est basé sur les gada (masse d'armes) de Baladewa dans l’épopée du Mahabharata. Son nom était auparavant utilisé par un sous-marin de classe Whiskey dans les années 1960, le KRI Alugoro (406).

## Navires de la classe
| Nom                  | Numéro de coque | Constructeur | Commandé         | Quille       | Lancé           | Commissionné  | Statut           |
| -------------------- | --------------- | ------------ | ---------------- | ------------ | --------------- | ------------- | ---------------- |
| Lot 1                |                 |              |                  |              |                 |               |                  |
| KRI Nagapasa (403)   | 403             | DSME         | 21 décembre 2011 | 9 avril 2015 | 24 mars 2016    | 2 août 2017   | En service actif |
| KRI Ardadedali (404) | 404             | DSME         | 21 décembre 2011 | 2014         | 24 octobre 2016 | 25 avril 2018 | En service actif |
| KRI Alugoro (405)    | 405             | DSME PT PAL  | 21 décembre 2011 | 2016         | 11 avril 2019   | 6 avril 2021  | En service actif |